# 敘利亞播棋
敘利亞播棋（La'b Hakimi），是流傳敘利亞的播棋類。

## 棋具
- 長方形棋盤，分為兩列各七棋洞，兩方玩家各分一列。

- 初始佈置時，每洞有七顆棋子。

## 規則
- 雙方輪流從己方一個棋洞取出該洞的所有棋子，以逆時針方向分配到其他洞中，一洞分配一顆，直到分配完。最後分配的一顆棋子若落在任一方有棋子的小洞中時，並且不是達成二或四時，需再從該洞再進行分配動作，直到最後分配的棋子落在無棋子的洞中，或達成二或四的洞。
  - 最後分配若造成棋子數量二或四，則把該洞的全部棋子與對面洞棋子取走作分數，並且若上一個洞也是二或四，則同樣取走該洞與對面洞，以此類推。

- 獲得超過總棋子數量一半時得勝。